# Pilier du diaphragme
Les piliers du diaphragme sont constitués du pilier droit et du pilier gauche du diaphragme. Ce sont deux structures musculaires et tendineuses situées dans la partie postérieure du diaphragme.

## Structure
Les piliers du diaphragme correspondent aux insertions vertébrales des parties lombaires du diaphragme et se situent de part et d'autre de la colonne lombaire.
Ils forment les limites latérales du hiatus aortique.
Le pilier droit est le plus long. Il nait des parties antérieures des corps et des disques intervertébraux des trois premières vertèbres lombaires.
Il forme un tendon large et aplati qui se poursuit en haut et en avant par un corps charnu qui se termine en s'étalant sur le bord de l'échancrure postérieure du centre tendineux.
Le pilier gauche nait uniquement des parties antérieures des corps et des disques intervertébraux des deux premières vertèbres lombaires par un tendon moins large et moins épais que le droit. Le tendon se poursuit en haut et en avant pour sur le bord de l'échancrure postérieure du centre tendineux.
Les faisceaux médiaux des deux piliers s'entrecroisent formant la limite postérieure du hiatus œsophagien.
Les fibres tendineuses médiales des deux piliers se rejoignent pour former le ligament arqué médian qui forme la limite antérieure du hiatus aortique.